# 加尔朗
加尔朗（法語：Garlan，法語發音：[ɡaʁlɑ̃]）是法国菲尼斯泰尔省的一个市镇，位于该省东北部，属于莫尔莱区。

## 地理
加尔朗（48°36'4"N, 3°45'26"W）面积13.34 平方千米，位于法国布列塔尼大區菲尼斯泰尔省，该省份为法国最西部的省份，位于布列塔尼半岛西部，北西南三面环大西洋，东临阿摩尔滨海省和莫尔比昂省。
与加尔朗接壤的市镇（或旧市镇、城区）包括：圣让迪杜瓦、普卢埃佐克、莫尔莱、朗默尔、普卢伊尼欧。

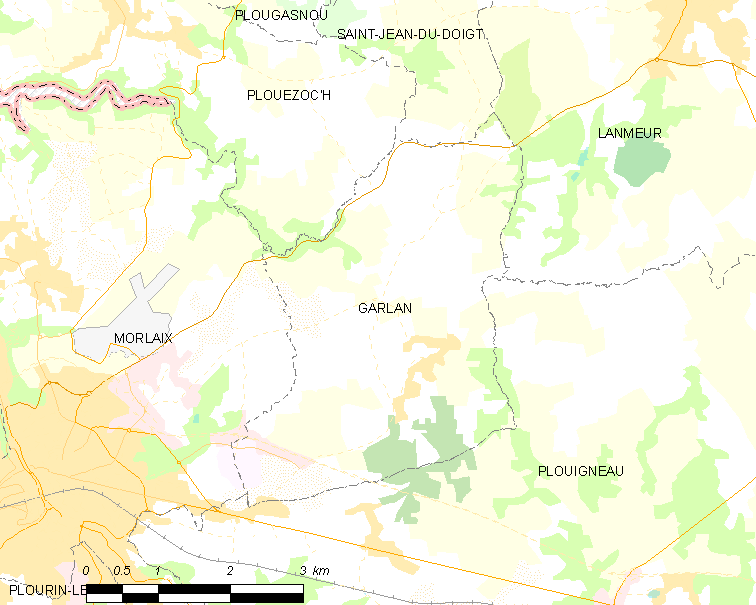
加尔朗的OSM定位图

加尔朗的时区为UTC+01:00、UTC+02:00（夏令时）。

## 行政
加尔朗的邮政编码为29610，INSEE市镇编码为29059。

## 政治
加尔朗所属的省级选区为普卢伊尼欧县。

## 人口

1962-2008年间加尔朗人口变化图示

加尔朗于2022年1月1日时的人口数量为1063人。